# هبة قطب
هبة قطب (19 سبتمبر 1967) طبيبة مصرية وأستاذة الطب الشرعي بجامعة القاهرة، حصلت على الدكتوراة من فلوريدا حيث كانت رسالتها عن ما ورد في الإسلام عن العلوم الجنسية، نالت شهرة بعد ظهورها في العديد من وسائل الإعلام والقنوات الفضائية كمتخصصة في الطب الجنسي والاستشارات الجنسية من وجهة نظر إسلامية. عملت أيضاً بالفضائيات وبالتحديد في قناة المحور في برنامج باسم كلام كبير الذي يناقش الجنس ومشاكله ثم تواصل البرنامج الثاني على قناة الحياة.

## وصلات خارجية
- الموقع الرسمي
- مقالات الدكتورة هبة قطب في جريدة المصري اليوم
- مقالات لهبة قطب
- حوار مع هبة قطب